# Artipe eryx
Artipe eryx is een vlinder uit de familie Lycaenidae. De wetenschappelijke naam is gepubliceerd in 1771 door Linnaeus.